# Petrůvka
Petrůvka (deutsch Petruwka) ist eine Gemeinde in Tschechien. Sie liegt fünf Kilometer nordwestlich von Slavičín und gehört zum Okres Zlín.

## Geographie
Petrůvka befindet sich auf einem Höhenzug im Nordwesten der Weißen Karpaten am Übergang zur Vizovická vrchovina auf dem Gebiet des Landschaftsschutzgebietes CHKO Bílé Karpaty. Nördlich erhebt sich die Kameničná (521 m), im Osten die Hranice (516 m) und nordwestlich die Obětová (511 m). Nordöstlich des Dorfes entspringt die Petrůvka und gegen Südosten die Kladenka. Drei Kilometer nordwestlich liegt der Stausee Luhačovice.
Nachbarorte sind Na Klenkově, Dolní Lhota und Sehradice im Norden, Řezníček und Lazy im Nordosten, Nevšová im Osten, Mladotice und Slavičín im Südosten, Rudimov und Bojkovice im Süden, Za Dvorem, Kladná Žilín und Luhačovice im Südwesten, Ještí im Westen sowie Pozlovice im Nordwesten.

## Geschichte
Die erste Erwähnung von Petrůvka erfolgte 1449 im Zusammenhang mit einem Vladiken von Lilcz, der das Prädikat von Petrůvka verwendete. Dabei handelt es sich wahrscheinlich um einen Vorfahren des Jan Petrovský von Lilcz, der von 1497 bis 1503 als Pfandbesitzer von Petrovská Lhota nachweisbar ist. Bis ins 16. Jahrhundert gehörte das Dorf zur Herrschaft Brumov, im Jahre 1519 trat Michal Podmanický von Podmanín seine Erbrechte an Petruovec und dem wüsten Dorf Miřín an Burian von Vlčnov ab, der beide Güter seiner Herrschaft Světlov einverleibte. 1549 erbten die drei Töchter Burians gemeinschaftlich mit seinem Schwager Hynek Bilík von Kornice († 1552) Světlov. Kateřina von Vlčnov überschrieb die Herrschaft 1563 ihrem Neffen Friedrich Tettauer von Tettau. Nach dessen Tode erbte 1577 sein Bruder Burian den gesamten Besitz. Dieser, wie auch seine Söhne Wenzel und Wilhelm, verschuldeten ihren aus den Herrschaften Světlov und Sehradice bestehenden Besitz zunehmend. 1594 verkaufte Wenzel Tettauer die Burg Nový Světlov mit allem Zubehör an Jan Jetřich von Kunovice. Dieser überließ die Herrschaft vier Jahre später im Tausch gegen Mährisch Weißkirchen seiner Schwester Anna Marie und deren Mann Zdeněk Žampach von Potštejn. Dabei wurde das Dorf als Petruwka bezeichnet. 1610 erwarb Hans Petřvaldský von Petřvald die Herrschaft Světlov, ihm folgte ab 1614 Franz Graf Serényi. Nach dessen Tode erbten 1621 dessen vier Söhne Michael, Emmerich, Paul und Gabriel gemeinschaftlich den väterlichen Besitz. Nach dem Tode ihrer älteren Brüder teilten Paul und Gabriel 1633 den Besitz. Paul erhielt die Güter Luhačovice, Pozlovice, Řetechov, Pradlisko, Provodov, Podhradí, Petrůvka, Žilín, Kladná und Přečkovice aus denen er die neue Herrschaft Luhačovice bildete, während
auf Gabriel der übrige Teil von Světlov und das Lehngut Vasilsko zufiel. Im Hufenregister von 1671 sind für Petruwka 16 Wirtschaften ausgewiesen, von denen eine wüst lag. Im Jahre 1750 hatte das Dorf 202 Einwohner und bestand aus neun Bauernstellen, je drei Viertelhüfnern und Gärtnern sowie zwölf Chalupner. Zudem bestand in Petruwka ein herrschaftlicher Hof, der mit 133 Scheffeln der zweitkleinste der sechs Höfe der Herrschaft Luhačovice war. Ab 1785 wurde in Žilín der Unterricht aufgenommen, zu Beginn des 19. Jahrhunderts besuchten einzelne Kinder den Unterricht in Slavičín. 1810 begann in Petrůvka im Haus Nr. 50 der Unterricht. Das erste Schulhaus entstand 1828 in der Ortsmitte. Bis zur Mitte des 19. Jahrhunderts blieb Petrůvka der Herrschaft Luhačovice untertänig.
Nach der Aufhebung der Patrimonialherrschaften bildete Petrůvka/Petrufka ab 1850 eine Gemeinde in der Bezirkshauptmannschaft Uherský Brod und dem Gerichtsbezirk Valašské Klobouky. Nach der Auflösung der Bezirkshauptmannschaften wurde Petrůvka 1855 dem Bezirksamt Valašské Klobouky zugewiesen. Ab 1868 gehörte das Dorf zur wiedererrichteten Bezirkshauptmannschaft Uherský Brod und zwei Jahre später auch zum dortigen Gerichtsbezirk. Ab 1881 wurde die Gemeinde als Petrůvky bezeichnet. Die Gemeinde hatte im Jahre 1900 376 Einwohner und bestand aus 55 Häusern. Im Jahre 1905 wurde Petrůvky dem Gerichtsbezirk Bojkovice zugeordnet, zu dem der Ort bis 1949 gehörte. 1910 begann der Bau eines neuen Schulhauses und im Jahre darauf parallel dazu auch der seit 1906 geplante Bau des Wasserwerkes, nachdem sich der Gemeinderat nach fünfjährigen Differenzen einen Konsens über die Art und Weise der Bauausführung gefunden hatte. Im Jahre 1920 erhielt die Schule anlässlich des 70. Geburtstages des Präsidenten den Ehrennamen Masaryk-Grundschule.
Während des Zweiten Weltkrieges startete die 15. USAAF am 29. August 1944 von Süditalien aus einen Bombenangriff auf den Bahnhof und einen Rüstungsbetrieb in Mährisch Ostrau sowie die Raffinerien in Oderberg und Oderfurt. Dabei kam es über den Weißen Karpaten zu einer Luftschlacht. Drei Besatzungsmitglieder eines zwischen Rudice und Rudimov abgeschossenen amerikanischen Bombers, Joseph Owsianik, Francis Flynn und Robert Donahne landeten mit ihren Fallschirmen bei Petrůvka. Donahne gelang die Flucht in die Slowakei, auch die beiden anderen überlebten den Krieg im Kriegsgefangenenlager Slavičín. Die seit Oktober 1946 in den Beskiden operierenden Banderisten (Banderovci) erreichten 1947 von Polen über die Slowakei kommend die mährischen Karpaten. Die aus Resten von Stepan Banderas Ukrainischer Aufstandsarmee und antikommunistischen polnischen Untergrundkämpfern bestehenden kleinen Gruppen, die sich nach Bayern und Österreich durchzuschlagen suchten, lösten auf den Einöden des Gebirges durch Raub-, Mord- und Gewalttaten Angst und Schrecken aus. Durch die tschechoslowakische Armee und den SNB wurde daraufhin der Spezialkordon Vlára mit den Abschnitte Uherský Brod, Vizovice und Valašské Klobouky gebildet, zu dem sich auch eine Reihe ehemaliger Partisanen als Freiwillige meldeten. Für Hinweise zur Ergreifung der Banderisten wurde eine Belohnung von 10.000 Kronen ausgesetzt. Im November 1947 wurde die Aktion abgebrochen, von den angeblich 39 Banderisten die den Bezirk durchzogen, wurden fünf erschossen und zwei gefangen genommen. 1949 wurde sowohl der Okres Uherský Brod als auch der Gerichtsbezirk Bojkovice aufgehoben und die Gemeinde dem Okres Valašské Klobouky zugeordnet. Dieser bestand bis Ende 1960, danach wurde Petrůvka Teil des Okres Gottwaldov. Im Jahre begann im Rahmen der Aktion Z der Bau einer neuen Schule. Sie wurde 1964 eingeweiht und in die seit 1946 baufällige alte Schule zum Kulturhaus, Büro der Örtlichen Nationalausschusses (MNV) und Gemeindebücherei umgestaltet. Die Neunklassige Grundschule (ZDŠ) Petrůvka wurde 1976 geschlossen und im neuen Schulhaus ein Kindergarten untergebracht. Mit Beginn des Jahres 1980 wurde Petrůvka zusammen mit Nevšová, Rudimov und Lipová nach Slavičín eingemeindet. 1991 lebten in den 94 Häusern von Petrůvka 380 Personen. 1998 entschieden sich die Einwohner von Petrůvka in einem Referendum mit 89,8 % für die Eigenständigkeit, die mit Beginn des Jahres 1999 wirksam wurde.

## Gemeindegliederung
Für die Gemeinde Petrůvka sind keine Ortsteile ausgewiesen. Zu Petrůvka gehören die Ansiedlungen Ještí und Za Dvorem.

## Sehenswürdigkeiten
- Statue des hl. Florian und der Immaculata
- Hölzernes Kreuz auf dem Dorfanger
- Naturreservat U Petrůvky, Orchideenwiese nördlich des Dorfes

## Söhne und Töchter der Gemeinde
- Mojmír Bača (* 1924), Konstrukteur des motorisierten Gleitflugzeuges Let L-13 B mit 47 kW Walter Mikron III-Motor